# 国家地方警察群馬県本部
国家地方警察群馬県本部（こっかちほうけいさつぐんまけんほんぶ）は、旧警察法時代に存在した群馬県の都道府県国家地方警察で、自治体警察を設けない地域を管轄区域とする。また国家地方警察東京警察管区本部の行政管理を受ける。
1954年（昭和29年）の新警察法の公布により廃止され、新たに都道府県警察として群馬県警察本部が発足した。

## 組織
1948年（昭和23年）時点
- 総務部
  - 秘書調査課、会計課
- 警務部 　 
  - 人事装備課、教養課
- 刑事部 　 
  - 捜査課、鑑識課、防犯統計課
- 警備部 　 
  - 警備課、交通課、通信課

## 地区警察署
1948年（昭和23年）時点
- 勢多地区警察署
- 南群馬地区警察署
- 北群馬地区警察署
- 多野地区警察署
- 北甘楽地区警察署
- 碓氷地区警察署
- 吾妻地区警察署
- 利根地区警察署
- 佐波地区警察署
- 新田地区警察署
- 東赤城地区警察署
- 邑楽地区警察署

## 支所
1948年（昭和23年）時点
- 桐生支所

## 県内の自治体警察
- 前橋市警察
- 高崎市警察
- 桐生市警察
- 伊勢崎市警察